# 33 Tauri
Désignations
33 Tauri (en abrégé 33 Tau) est une étoile binaire spectroscopique de la constellation zodiacale du Taureau. Sa magnitude apparente est de 6,04. Malgré sa relative proximité avec l'amas des Pléiades, le système n'en est pas membre. D'après les mesures de parallaxe annuelle effectuées par le satellite Gaia, il est distant de 738 ± 19 a.l. (∼ 226 pc) de la Terre.